# Баланис, Константин
Константи́н А. Бала́нис (англ. Constantine A. Balanis, имя при рождении — Константи́нос Бала́нис (греч. Κωνσταντίνος Α. Μπαλάνης); род. 29 октября 1938, Трикала, Фессалия, Греция) — американский учёный, преподаватель и писатель греческого происхождения. Профессор Университета штата Аризона. Наиболее известен как автор книг/учебников по электронике, а также как эксперт по антенной технике. На протяжении многих лет его книга «Antenna Theory: Analysis and Design», переведённая на греческий, китайский, корейский и португальский языки, является стандартным учебником по антеннам в инженерных вузах США и мира. Пожизненный член Института инженеров электротехники и электроники (2004), член Академии электромагнетизма, Американского общества инженерного образования и Комиссии по авиационным радиотехническим средствам. Почётный доктор Университета имени Аристотеля в Салониках (2004). Имеет h-индекс, равный 41, и был процитирован более 39 210 раз.

## Биография
В 1955 году иммигрировал в США по приглашению дяди Артура Баланиса и его супруги Этель, проживавших в Ньюпорт-Ньюсе (Вирджиния), и на протяжении многих лет был членом их семьи. Причиной этому послужило тяжёлое экономическое положение в Греции в годы после Второй мировой и гражданской войн. Сразу же начал посещать среднюю школу.
В 1958 году окончил среднюю школу. Параллельно с учёбой, по вечерам и выходным работал, помогая своему дяде, занимавшемуся одёжным бизнесом. По причине плохого знания английского языка остался на дополнительный год обучения в школе.
В 1960 году получил американское гражданство. В этом же году поступил в Политехнический университет Виргинии, где специализировался в математике, которая ему нравилась.

### Образование
Окончил Политехнический университет Виргинии со степенью бакалавра наук (1964), Виргинский университет со степенью магистра наук (1966) и Университет штата Огайо со степенью доктора философии (1969). Все учёные степени в области электротехники.

### Карьера
В 1964—1970 годах — сотрудник Научно-исследовательского центра Лэнгли (НАСА).
В 1970—1983 годах работал в департаменте электротехники Университета Западной Виргинии.
С 1983 года работает в департаменте электротехники Университета штата Аризона. С 1991 года — профессор.
Сфера научных интересов: вычислительный электромагнетизм, электромагнитные метаповерхности, проектирование фазированных антенных решёток, низкопрофильные антенны.
Лауреат ряда престижных наград, премий и званий. Член ряда научных и профессиональных обществ.
Автор многочисленных статей в научных журналах.
Имеет патенты.

## Личная жизнь
В браке с супругой Хелен Йоварас Баланис имеет двух дочерей.
Увлекается путешествиями, гольфом и бегом трусцой.
Часто посещает Грецию, как в личных, так и в профессиональных целях.

## Публикации

### Книги
- Antenna Theory: Analysis and Design
- Advanced Engineering Electromagnetics
- Introduction to Smart Antennas
- Modern Antenna Handbook[6]

### Избранные статьи
- A. Balanis, Antenna Theory: Analysis and Design (4th edition), John Wiley & Sons, 2016.
- A. Balanis, Advanced Engineering Electromagnetics (2nd edition), John Wiley & Sons, 2012.
- M. Askarian Amiri, C. A. Balanis and C. R. Birtcher, "Analysis, Design and Measurements of Circularly Symmetric High Impedance Surfaces for Loop Antenna Applications, " IEEE Antennas Propagat., Vol. 64, No. 2, February 2016, pp. 618–629.
- Modi and C. A. Balanis, "PEC-PMC Baffle inside Circular Cross Section Waveguide for Reduction of Cut-off Frequency, " IEEE MMC Letters, Vol. 26, Issue 3, pp. 171–173, 2016.
- Pandi, C. A. Balanis and C. R. Birtcher, "Analysis of Wide Band Multi-layered Sinusoidally Modulated Metasurface, " IEEE AWP Letters, Vol. 15, pp. 1491–1494, 2016.
- A. Balanis, K. Zhang and C. R. Bircher, "Geometrical Scale Modeling of Gain and Echo Area: Simulations, Measurements and Comparisons, " ACES Express Journal, Vol. 1, No. 2, 60-63, February 2016.
- Saeed, C. A. Balanis and C. R. Birtcher, "Inkjet-Printed Flexible Reconfigurable Antenna for Conformal WLAN/WiMAX Wireless Devices, " IEEE AWP Letters, Vol. 15, 2016.
- Chen, C. A. Balanis and C. R. Birtcher, "Dual Wide-Band Checkerboard Surfaces for Radar Cross Section Reduction, " IEEE Trans. Antennas Propagat., Vol. 64, No. 9, Sept. 2016.
- Pandi, C. A. Balanis and C. R. Birtcher, "Design of Scalar Impedance Holographic Metasurfaces for Antenna Beam Formation With Desired Polarization, " IEEE Trans. Antennas Propagat., Vol. 63, No. 7, July 2015, pp. 3016–3024.
- J. Golezani, S. Paker and C. A. Balanis, "Compact Expression for the Directivity of Binomial Array with no Restriction in Element Spacing, " IEEE AWP Letters, Vol. 15, 2016.

## Награды
- IEEE Electromagnetics Award (2021)[7].